# Angeleida
Angeleida – epos religijny Erasma di Valvasone (1523-1593), opublikowany w 1590. Został napisany oktawą (ottava rima), czyli strofą ośmiowersową złożoną z wersów jedenastozgłoskowych (endecasillabo), rymowaną abababcc. Poemat jest ukształtowany na modłę epiki Torquata Tassa. Opowiada o buncie aniołów. Niewykluczone, że wywarł wpływ na Raj utracony Johna Miltona.

Io canterò del ciel l’ antica guerra,
Per cui sola il principio, e l’ uso nacque,
Onde tra il seme uman non pur in terra,
Ma sovente si pugna ancor sull’ acque:
Carcere eterno nell' abisso serra
Quel che ne fa Fautore, e vinto giacque:
E i vincitori in parte eccelsa ed alma
Godon trionfo eterno, eterna palma.